# Кусекеево (Чекмагушевский район)
Кусеке́ево (баш. Күсәкәй) — село в Чекмагушевском районе республики Башкортостан, входит в состав Урнякского сельсовета.

## Географическое положение
Расстояние до:
- районного центра (Чекмагуш): 21 км,
- центра сельсовета (Урняк): 6 км,
- ближайшей ж/д станции (Буздяк): 88 км

## Население
| 2002 | 2009 | 2010 |
| ---- | ---- | ---- |
| 387  | ↘364 | ↘349 |

### Национальный состав
Согласно переписи 2002 года, преобладающая национальность — татары (83 %).

## Достопримечательности
В селе расположен Парк Победы.